# Ortochile deremptus
Ortochile deremptus är en tvåvingeart som först beskrevs av Walker 1849.  Ortochile deremptus ingår i släktet Ortochile och familjen styltflugor. Inga underarter finns listade i Catalogue of Life.